# Predsednik vlade Nizozemske
Predsednik vlade Kraljevine Nizozemske (nizozemsko: Minister-president van Nederland) je vodja izvršne veje oblasti v državi in vodi nizozemsko vlado.  

## Vloga
V nizozemski ustavi je bil predsednik vlade formaliziran leta 1983. Po ustavi vlado sestavljajo monarh ter ministrski zbor. Predsednik vlade je po 43. členu ustave določen s kraljevim odlokom in vodi ministrski svet. Odlok o imenovanje sebe in ministrov, po 48. členu, podpiše predsednik vlade. Monarh se svetov ministrov ne udeležuje, ima pa predsednik vlade tedenski sestanek pri kralju oz. kraljici o tekočih zadevah vlade. Tedensko vodi tudi seje vlade oz. svete, vodi ministrstvo za splošne zadeve (Minister van Algemene Zaken) in informacijsko službo Rijksvoorlichtingsdienst. Predsednik vlade Nizozemske se udeležuje tudi nekaterih mednarodnih zasedanj, med njimi Evropskega sveta. Običajno je predsednik vlade vodja največje parlamentarne stranke. Kljub temu se mora za čas položaja premierja odpovedati sedežu v predstavniškem domu.

## Imenovanje
Ker nizozemski volilni sistem omogoča absolutno večino ene stranke v parlamentu, koalicijo vedno sestavljata vsaj dve. Parlament zadolži tri operativce, ki vsak postopoma preverja možnosti nove koalicije glede na rezultate volitve. Zadnji, t. i. formater, je navadno predsednik največje parlamentarne stranke bodoče koalicije in najpogosteje bodoči predsednik vlade. Ta usklajuje zadnje podrobnosti koalicije. Do leta 2012 je imel v postopku pogovorov veliko vlogo kralj, ki pa je kasneje z novo zakonodajo odpravljen. Pogajanja navadno trajajo nekaj mesecev, monarh pa nato imenuje ministre in sekretarje, ki se odpovejo sedežu v parlamentu. Predsednik druge največje vladne stranke navadno postane prvi podpredsednik vlade. Če vlado sestavlja tudi tretja stranka, je njen predsednik drugi podpredsednik itn.

## Sedež
Sedež nizozemskega predsednika vlade je v Haagu. 

## Seznam
1. Jan Heemskerk; 27. avgust 1874 – 3. november 1877
2. Jan Kappeyne van de Coppello; 3. november 1877 - 20. avgust 1879
3. Theo van Lynden; 20. avgust 1879 - 23. april 1883
4. Jan Heemskerk; 23. april 1883 – 20. april 1888
5. Æneas, baron Mackay; 20. april 1888 - 21. avgust 1891
6. Gijsbert van Tienhoven; 21. avgust 1891 - 9. maj 1894
7. Joan Röell; 9. maj 1894 - 27. julij 1897
8. Nicolaas Pierson; 27. julij 1897 - 1. avgust 1901
9. Abraham Kuyper; 1. avgust 1901 - 17. avgust 1905
10. Theo de Meester; 17. avgust 1905 - 12. februar 1908
11. Theo Heemskerk 12. februar 1908 - 29. avgust 1913
12. Pieter Cort van der Linden 29. avgust 1913 - 9. september 1918
13. Charles Ruijs de Beerenbrouck 9. september 1918 - 4. avgust 1925
14. Hendrikus Colijn 4. avgust 1925 – 8. marec 1926
15. Dirk Jan de Geer 8. marec 1926 - 10. avgust 1929
16. Charles Ruijs de Beerenbrouck 10. avgust 1929 - 26. maj 1933
17. Hendrikus Colijn 26. maj 1933 – 10. avgust 1939
18. Dirk Jan de Geer 10. avgust 1939 - 3. september 1940
19. Pieter Sjoerds Gerbrandy 3. september 1940 – 24. junij 1945
20. Wim Schermerhorn; 24. junij 1945 - 3. julij 1946
21. Louis Beel; 3. julij 1946 - 7. avgust 1948
22. Willem Drees; 7. avgust 1948 - 22. december 1958
23. Louis Beel; 22. december 1958 - 19. maj 1959
24. Jan de Quay; 19. maj 1959 – 24. julij 1963
25. Victor Marijnen; 24. julij 1963–14. april 1965
26. Jo Cals; 14. april 1965–22. november 1966
27. Jelle Zijlstra; 22. november 1966–5. april 1967
28. Piet de Jong; 5. april 1967–6. julij 1971
29. Barend Biesheuvel; 6. julij 1971–11. maj 1973
30. Joop den Uyl; 11. maj 1973–19. december 1977
31. Dries van Agt; 19. december 1977–4. november 1982
32. Ruud Lubbers; 4. november 1982–22. avgust 1994
33. Wim Kok; 22. avgust 1994–22. julij 2002
34. Jan Peter Balkenende; 22. julij 2002–14. oktober 2010
35. Mark Rutte; 14. oktober 2010–2. julij 2024
36. Dick Schoof; 2. julija 2024–

### Časovnica
Vnosa EasyTimeline ni bilo mogoče prevesti:

Timeline generation failed: 3 errors found

Line 153:   from: 14/10/2010 till: 02/07/2024 color:liberal text:"Mark Rutte"

- Plotdata attribute 'till' invalid.

```
 Date '02/07/2024' not within range as specified by command Period.

```

Line 154:  bar:Schoof

- PlotData invalid. Bar 'Schoof' not (properly) defined.

Line 155:   from: 02/07/2024 till: end        color:liberal text:"Dick Schoof"

- Plotdata attribute 'from' invalid.

```
 Date '02/07/2024' not within range as specified by command Period.

```